# DC Archive Editions
DC Archive Editions é uma linha de reimpressões encadernadas de capa dura de série de revistas em quadrinhos estadunidenses, títulos e histórias, na maioria das vezes bem raras. Com mais de 160 títulos[carece de fontes?] [165, até o presente momento] da Era de Ouro e da Era de Prata atualmente pertencentes a DC Comics, independentemente da DC Comics ter sido ou não a editora original. A primeira série publicada foi Superman Archives Vol. 1 em 1989. A maior parte dos trabalhos de restauração para deixar as páginas adequadas à impressão de qualidade foi feita por Rick Keene, que restaurou mais de 2.500 páginas.

## História
A série DC Archive Editions (DCAE) abrange a Era de Ouro da DC—que é na verdade a produção de três empresas interligadas no final da década de 1930 e início dos anos de 1940: All-American Publications de Max Gaines (Flash, Lanterna Verde, Gavião Arqueiro, Mulher-Maravilha); All Star Comics estrelando a Sociedade da Justiça da América, et al.); e National Allied Publications de Malcolm Wheeler-Nicholson, que se tornaria a Detective Comics de Harry Donenfeld (Batman, Superman, et al.)—bem como as séries de revistas em quadrinhos da Era de Prata e Bronze como a Legião dos Super-Heróis, Desafiadores do Desconhecido, Patrulha do Destino, Homens Metálicos, Aquaman, Liga da Justiça da América, et al.
O formato da série foi projetado por Alex Jay contando com a direção artística de Richard Bruning. Seus vários volumes também incluem séries/títulos não publicados originalmente pela DC, comprados no decorrer dos anos, tais como: os personagens Homem-Borracha e Falcão Negro da Era de Ouro, originalmente publicados pela Quality Comics; e os personagens 'Shazam' da Família Marvel, Capitão Marvel, Capitão Marvel Jr, e Mary Marvel, originalmente publicado pela Fawcett; e a linha de super-heróis da Charlton da Era de Prata (Besouro Azul, Capitão Átomo, O Questão, et al.) nos volumes DCAE Action Heroes.
A DC Archives preservou a história da DC e trouxe para os leitores histórias que normalmente não estariam mais disponíveis. Quando a série começou, o preço de capa era US$ 39,95; no entanto, desde o início dos anos de 1990, o preço de capa padrão foi para US$ 49,99, só que alguns alguns livros por apresentarem mais páginas de material impresso vinha com preço de capa bem maior. Desde 2009, os novos volumes lançados vieram para venda com preço de capa de US$ 59,99.
No início até meados da década de 2000, as novas impressões [ou "edição"] de volumes de DC Archives publicados anteriormente foram lançados por um preço especial de US$ 19,95. Em 2001, devido ao estoque excessivo de Batman Archives Vol. 1 (originalmente publicado em 1990) a primeira impressão [ou "edição"] foi vendida pelo preço reduzido ["US$ 19,95"]. As vendas foram um sucesso e o estoque foi zerado. A DC usou o preço promocional novamente para a segunda impressão [ou "edição"] de Batman Archives Vol. 1 em 2003 (somente para cópias da pré-venda desta segunda impressão [ou "edição"] nas gibiterias, as demais cópias que foram para as livrarias continuavam com o preço normal de US$ 49,99), Superman Archives Vol. 1 (quinta impressão [ou "edição"]) em 2004, e Batman: The Dark Knight Archives Vol. 1 (terceira impressão [ou "edição"]) em 2005.
Os números lançados anualmente diminuíram de quatorze volumes em 2007, para sete lançados em 2008, cinco em 2009, quatro em 2010, e três em 2011, até renascer em 2012 com dez volumes. Em 2013, o tamanho do volume foi aumentado para 400 páginas, mas apenas três volumes foram lançados. O volume mais recente, Superman: The Man of Tomorrow Archives Vol. 3 foi lançado em 2014. O Captain Comet Archive Vol. 1 e Batman: World's Finest Vol. 3 que estavam marcados pela DC para saírem em 2013, foram cancelados antes do lançamento e ainda não foram reprogramados.
The Spirit Archives de Will Eisner, T.H.U.N.D.E.R. Agents Archives, Mad Archives, e Elfquest Archives não são tecnicamente parte formal da série DC Archive Editions, dado que a DC não possui as propriedades/personagens, e está licenciando com os detentores dos direitos autorais. No caso de Mad, a proprietária é a empresa-mãe da DC. O licenciamento para os trabalhos de T.H.U.N.D.E.R. Agents são mantidos pela IDW desde 2012. Entretanto, essas séries não-DC Archive Edition publicadas pela DC estão incluídas na lista, pois o formato físico (papel, tamanho, etc.) é semelhante o suficientemente para que possamos incluí-los como parte da série DC Archive Editions.

## Lista alfabética de DC Archive Editions
| Livros da Era de Ouro — "DC Archive Editions" (88) - All Star Comics: Vol. 0–11 - Batman (histórias do Batman da Detective Comics): Vol. 1–8 - Batman: Dark Knight (histórias do gibi Batman): Vol. 1–8 - Batman: World's Finest Comics: Vol. 1–2 - Black Canary: Vol. 1 - Blackhawk: Vol. 1 - Comic Cavalcade: Vol. 1 - DC Comics Rarities: Vol. 1 - Golden Age Doctor Fate: Vol. 1 - Golden Age Flash Comics: Vol. 1–2 - Golden Age Green Lantern: Vol. 1–2 - Golden Age Hawkman: Vol. 1 - Plastic Man: Vol. 1–8 - Golden Age Sandman: Vol. 1 - Golden Age Spectre: Vol. 1 - Golden Age Starman: Vol. 1–2 - JSA All-Stars: Vol. 1 - Robin: Vol. 1–2 - Seven Soldiers of Victory: Vol. 1–3 - Shazam!: Vol. 1–4 - Shazam! Family: Vol. 1 - Superman: Vol. 1–8 - Superman: Action Comics: Vol. 1–5 - Superman: World's Finest Comics: Vol. 1–2 - Wonder Woman: Vol. 1–7 | Livros da Era de Prata e Bronze — "DC Archive Editions" (80) - Action Heroes: Vol. 1–2 - Adam Strange: Vol. 1–3 - Aquaman: Vol. 1 - Atom: Vol. 1–2 - Batman: Dynamic Duo: Vol. 1–2 - Brave and the Bold Team-Up: Vol. 1 - Challengers of the Unknown: Vol. 1–2 - Doom Patrol: Vol. 1–5 - Enemy Ace: Vol. 1–2 - Flash: Vol. 1–6 - Green Lantern: Vol. 1–7 - Hawkman: Vol. 1–2 - Justice League of America: Vol. 1–10 - Kamandi: Vol. 1–2 - Legion of Super-Heroes: Vol. 1–13 - Metal Men: Vol. 1–2 - Sgt. Rock: Vol. 1–4 - Sugar and Spike: Vol. 1 - Supergirl: Vol. 1–2 - Superman: Man of Tomorrow: Vol. 1–3 - Superman's Girl Friend, Lois Lane: Vol. 1 - Silver Age Teen Titans: Vol. 1–2 - New Teen Titans: Vol. 1–4 - Wonder Woman: The Amazon Princess Archives: Vol. 1 - World's Finest Comics (histórias da equipe Superman-Batman-Robin): Vol. 1–3 | Não-"DC Archive Editions", mas publicado pela DC (41) - Elfquest Archives: Vol. 1–4 - Mad Archives: Vol. 1–4 - Will Eisner's The Spirit Archives: Vol. 1–26 (Vol. 27 com material pós-Eisner publicado pela Dark Horse) - T.H.U.N.D.E.R. Agents Archives: Vol. 1–7 |